# Syagrus angustifolia
Syagrus angustifolia är en enhjärtbladig växtart som beskrevs av Larry Ronald Noblick och Lorenzi. Syagrus angustifolia ingår i släktet Syagrus och familjen Arecaceae. Inga underarter finns listade i Catalogue of Life.